# Alphonse-Télesphore Lépine
 (août 2022).
Pour les articles homonymes, voir Lépine.
Alphonse-Télesphore Lépine, né le 15 mai 1855 et mort le 19 août 1943, typographe de métier, est le premier député ouvrier québécois et canadien.

## Biographie
Alphonse-Télesphore Lépine est typographe syndicaliste montréalais. Il était un membre de l'Union internationale des typos et des Chevaliers du travail. Il est, en 1886, le secrétaire fondateur du Conseil central des métiers et du travail de Montréal.
Il est élu le 26 septembre 1888 à la Chambre des communes du Canada en tant que député ouvrier indépendant pour la circonscription francophone de Montréal-Est dans la ville du même nom au Québec. Dans une manœuvre populiste et électoraliste, le parti conservateur le soutient[réf. nécessaire]. Il restera en poste jusqu'en 1896. Il sera battu aux élections du 23 juin 1896 alors qu'il tentait de représenter la circonscription ouvrière de Sainte-Marie située aussi à Montréal au Québec.
Aujourd'hui, un parc porte son nom dans l'arrondissement du Plateau-Mont-Royal dans le centre de la ville Montréal.